# كلية هشام حجاوي التكنولوجية
كلية هشام حجاوي التكنولوجية تعتبر كلية هشام حجاوي كلية من كليات جامعة النجاح الوطنية. أسست في تشرين الأول 2001 بتعاون بين مؤسسة حجاوي وجامعة النجاح الوطنية وبدعم من عدد من الجهات الدولية والعربية، وخاصة ألمانيا الاتحادية، بهدف رفد سوق العمل في القطاع التكنولوجي. تدوم برامج الكلية الدراسية سنتين دراسيتين وهي موجهة لخريجي الثانوية العامة بكافة فروعها، وتقدم الكلية برامج لتدريب وإعادة تأهيل القوى العاملة من خلال دورات متخصصة بمدد متفاوتة. تقع الكليى ة في الجزء الشرقي من مدينة نابلس على قطعة أرض مساحتها 18 دونماً، ويتكون مبنى الكلية من ثلاثة طوابق بمساحة 12,500 متر مربع، أقيمت وفق معايير هندسية متقدمة تنسجم مع الغرض الذي أنشئت من أجله، وتوفر مرافق لتلبية احتياجات الطلبة ذوي الاحتياجات الخاصة.

## روابط خارجية
موقع الكلية الرسمي